# Textilot
 (décembre 2023).
Si vous disposez d'ouvrages ou d'articles de référence ou si vous connaissez des sites web de qualité traitant du thème abordé ici, merci de compléter l'article en donnant les références utiles à sa vérifiabilité et en les liant à la section « Notes et références ».
Textilot Plus est une entreprise de distribution de prêt-à-porter basée à Varennes-Vauzelles dans la Nièvre formée autour d'une SAS, société par actions simplifiée; dont Régis Dumange en est le fondateur.
C'est un des plus importants employeurs privés de la Nièvre avec 550 salariés.

## Activité
Fondée en 1974, la société Textilot est spécialisée dans des gammes de vêtements vendues en GMS (Grandes et Moyennes Surfaces alimentaires), proposant à ses clients un rayon prêt-à-porter entièrement géré. Elles sont distribuées par ses 3300 clients GMS dans toute la France, en Belgique et au Luxembourg, ainsi que par ses 9 magasins "Plus" dans le centre de la France.
Depuis 2024, Sébastien Dumange est le nouveau Président de la société. Il succède à son père Régis Dumange qui continue de siéger au conseil d’administration.
Le groupe dispose d'une importante flotte de véhicules connectés.

## Histoire
Régis Dumange rachète, en 1974, les actions de Textilot dont il avait été l’un des cadres. Textilot commence à grandir. Il s’approvisionne à Paris dans le quartier du Sentier qui a notamment été, durant la seconde moitié du XXe siècle, celui de la confection textile. Il y apprend les lieux de fabrication de ses vêtements en Afrique du Nord, au Portugal, en Italie.
Aujourd’hui, ils sont toujours en partie fabriqués en Afrique du Nord. S’y ajoutent l’Inde, la Chine, le Vietnam, le Cambodge, la Turquie et un peu la France. Des collections issues de l’atelier création installé dans ses bâtiments de Varennes-Vauzelles pour des vêtements populaires et vendus au détail.
Il gagne alors le monde de la grande distribution pour vendre des vêtements avec, au milieu des années 1980, un concept qui fait toujours sa force et qui lui vaudra un prix du célèbre cabinet d’audit financier Ernst And Young, remis à Lyon en 2008.
Textilot grandit, surtout depuis que l’entreprise a quitté la rue Clerget de Nevers pour s’installer à Varennes-Vauzelles. Les bâtiments sortent de terre pour disposer d’un outil très performant. De grands ateliers, allant de 2.000 à 7.500 m2 sont construits. Ils abritent des chaînes automatisées.

## Liens et partenariats sportifs

### USO NEVERS Rugby PLUS

La création du club de rugby de Nevers remonte à 1903. Gustave Bossut crée alors le PAG (Peloton d'avant-garde) qui deviendra très vite USN (Union sportive nivernaise) puis USON (Union sportive olympique nivernaise) en 1956. Le stade de l'USON est le stade du Pré Fleuri.
Sous l’impulsion de son PDG, devenu Président du club de rugby de Nevers en 2009, Textilot-Plus est impliqué dans la gestion et le financement de celui-ci. Véritable filiale sportive de notre entreprise, l’USON est passé de la Fédérale 2 à la Pro D2 en seulement 8 ans.
Un pari gagnant qui classe l’équipe parmi les 30 meilleures de France. Le club suscite depuis un véritable engouement. Durant la saison 2017-2018, il a réalisé la meilleure affluence de Pro D2 avec notamment deux matchs à guichets fermés au Stade du Pré Fleuri.

### Sport automobile

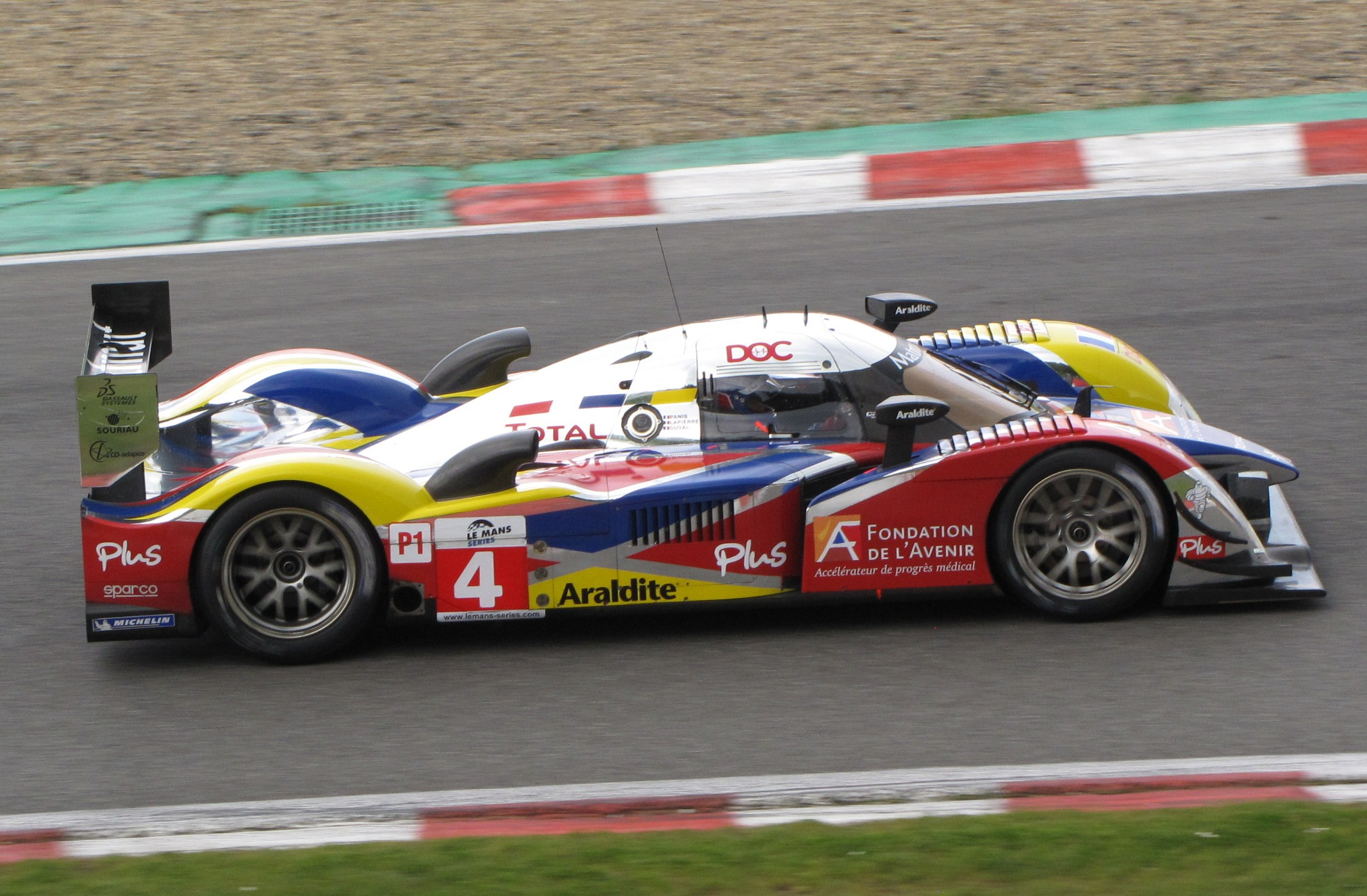

Installé à 20 km du circuit de Magny-cours, Textilot s’implique dans la promotion des sports automobiles, et ce depuis plus de 20 ans. L'entreprise a notamment prêté ses couleurs à l’écurie de Formule 3 Euro Series et de Le Mans Series, Signature Plus, jusqu’en 2010.
En parallèle, ils sont sponsor depuis 2001 de Nicolas Lapierre, un pilote qui a fait ses preuves tant en monoplace qu’aux 24 Heures du Mans où il a signé deux victoires en catégorie LMP2 en 2015 et 2016.

### La Charité Basket

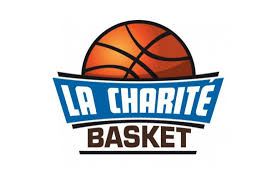

Textilot-Plus soutient également les basketteurs de la Charité Basket depuis 2008. De 2006 à aujourd’hui, le LCB58 n’a cessé de prendre du galon. En régionale à l’époque, il évolue actuellement en Nationale 1, gagnant ainsi quatre divisions en à peine plus de 10 ans.

### Saut à la perche

Depuis 2015, Textilot-Plus est partenaire de Top Perche Plus, une étape du Perche Élite Tour. Ce meeting international de saut à la perche permet aux espoirs de la discipline de se mesurer à l’élite mondiale. Cet événement, organisé tous les deux ans à Nevers, est l’opportunité d’observer les meilleurs compétiteurs tout en aidant les champions de demain à émerger sur la scène internationale. Textilot est également devenus sponsors de deux perchistes français, Pierre Cottin et Jules Cyprès, engagés pour les JO 2020 au Japon.

### Running

Textilot Plus accompagne trois athlètes bourguignons adeptes du running. C’est le cas de Philippe Rémond, d’Antoine De Wilde et de Loïc Monsarat, trois runners.

## Actionnariat
La famille Dumange a été classée au 400e rang avec 150 millions d'euros de patrimoine professionnel par le magazine Challenges en 2016